# TSV 1860 Munich (football)
Pour le club omnisports, voir TSV 1860 Munich.
Maillots
Actualités
La section football du Turn- und Sportverein München von 1860, couramment abrégé en TSV München von 1860 ou 1860 München ou simplement 60 et partiellement francisé en TSV 1860 Munich ou Munich 1860 est un club de football allemand fondé en 1899 comme section football du Turnverein von 1860, club omnisports basé à Munich et fondé en 1860. Il dispute ses premiers matchs officiels en 1902 puis participe aux championnats de la fédération sud-allemande. Champion de Munich en 1909, le 1860 se distingue avec le FC Wacker Munich comme l'un des principaux concurrents du Bayern Munich et participe aux championnats de premier niveau de sa fédération.
Scindé entre 1924 et 1934 entre TV 1860 et SV 1860, le club s'implique sous le Troisième Reich dans la collaboration avec les autorités nazies. Dirigé par la Sturmabteilung (SA), le TSV 1860 remporte avec le Tschammer-Pokal 1942, la Coupe d'Allemagne, son premier trophée d'envergure nationale. Par la suite membre fondateur de l'Oberliga Sud, le club s'impose à la fin des années 1950 comme le plus prestigieux de Munich. Il réalise dans les années 1960 ses meilleures performances. Devenu professionnel en 1963, le TSV 1860 dispute la finale de la Coupe d'Europe des Vainqueurs de Coupe en 1965 et est champion d'Allemagne en 1966. Il participe alors régulièrement aux compétitions européennes.
Relégué en 1970 en Regionalliga (deuxième niveau), le TSV 1860 perd son ascendant sur la ville de Munich et, malgré un court retour en Bundesliga en 1977-1978 et 1980-1981, le club est relégué administrativement en 1982 en Bayernliga (troisième niveau). La nomination du président Karl-Heinz Wildmoser en 1990 amorce le renouveau du club, qui retrouve le plus haut niveau en 1994. À la fin des années 1990, le TSV 1860 joue à nouveau le haut de tableau, mais dès 2004, le club est relégué en 2. Bundesliga. En 2017, le club est relégué en 3. Liga mais n'obtenant pas la licence est rétrogradé en quatrième division. Dès la saison suivante le club monte en 3. Liga.

## Historique

### Débuts du club (1899-1924)
Le Münchner Turnverein (en français : « Association de gymnastique munichoise ») est fondé le 15 juillet 1848 dans le cadre du mouvement gymnique allemand, mais est rapidement interdit. Le club est refondé le 17 mai 1860 et grandit doucement : de 150 membres en 1860, il passe à 800 en 1885 et 1 739 en 1900.
Le football commence à se développer à Munich à la fin du XIXe siècle. Les premiers clubs de football fondés sont le 1. Münchner Fußball-Club von 1896 et le FC Nordstern 1896 München, tous deux créés en 1896. La section football du TSV 1860 Munich débute en 1899. Elle est fondée le 25 avril 1899 comme TV-Unterabteilung für Kicker (ce qui peut se traduire approximativement en français par « Sous-section du TV pour le [jeu de] bottage »). Comme ailleurs en Allemagne, le football commence au TV 1860 de manière plutôt informelle, et les premiers footballeurs jouent dans la rue. Malgré l'opposition que les dirigeants des Turnvereine portaient généralement au football et à l'influence britannique dans le sport, la section football du TV 1860 prend un essor important et devient une branche dynamique du club omnisports.
En comparaison avec le reste de l'Allemagne du Sud — Alsace-Lorraine, Bade, Wurtemberg, Hohenzollern et Hesse — le football arrive donc relativement tardivement à Munich, pourtant plus grande ville de la région,. Les premières équipes munichoises se divisent en deux catégories : d'une part, les sections football des grands Turnvereine, clubs omnisports centrés sur la gymnastique, notamment le Turnverein vom Jahre 1860 (TV 1860) et le Männer-Turn-Verein von 1879 (MTV 1879) ; et d'autre part un grand nombre de clubs nouveaux, centrés uniquement sur le football, comme le FC Nordstern, le FC Bayern et le FC Wacker.
Le 27 juillet 1902, le TV 1860 dispute son premier match officiel face au 1. Münchner Fußball-Club von 1896. Le match est perdu 4-2. À l'automne 1903, le TV 1860 joint le Münchner Fußballbund, fédération munichoise de football et, en 1905, il rejoint le Süddeutscher Fußball-Verband, fédération d'Allemagne du Sud. En 1909, le club remporte pour la première fois le Championnat de Munich, acquérant ainsi le premier titre de son histoire.
En 1911, le TV 1860 s'installe sur un terrain de la Grünwalder Straße, connu plus tard comme Grünwalder Stadion. Le TV 1860 évolue alors en Classe A, championnat de premier niveau qu'il fréquente depuis 1905. Il y réalise sa meilleure performance en 1909, où il est troisième de son groupe, derrière le MTV 1879 et le FC Bayern, mais devant le FC Wacker et la Turngemeinde. En 1912-1913, le club termine huitième et dernier de sa poule d'Ostkreis-Liga, championnat qui remplace la Classe A, désormais deuxième niveau. Ainsi, les Sechsziger subissent la première relégation de leur histoire. De ce fait, en 1913-1914, le TV 1860 évolue en Classe A, championnat de deuxième niveau dont il finit champion, ce qui lui permet de retrouver l'élite régionale. Les championnats sont toutefois interrompus en 1914-1915 mais reprennent pour le reste de la Première Guerre mondiale. À l'issue du Championnat d'Automne 1915, le TV 1860 affronte le FC Bayern en finale de la Kriegsgaumeisterschaft, à l'avantage du FC Bayern (2-0; 1-1). Au printemps 1916, les deux clubs sont dans une situation analogue, mais cette fois-ci, c'est le TV 1860 qui s'impose et accède à la finale de Bavière du Sud, puis à la finale régionale.
Après une brève interruption des championnats en raison de la révolution allemande de 1918-1919, ceux-ci reprennent rapidement, dès l'automne 1919,. C'est à cette période que le club adopte la dénomination historique de Turn- und Sportverein München von 1860. Le TSV 1860 fait alors partie des trois clubs dominant le football à Munich, avec le FC Bayern et le FC Wacker se distinguant au cours des années 1920 comme une « troisième force » dans le football munichois. Le Süddeutscher Fußball-Verband, (en français : Fédération de football d'Allemagne du Sud), amputé de l'Alsace-Lorraine, divise ses championnats de premier niveau en dix poules de Kreisliga; en 1919-1920, le 1860 finit deuxième du groupe Südbayern (en français : « Bavière du Sud »), dont sept des dix clubs participants proviennent d'ailleurs de Munich.

### Scission entre TV 1860 et SV 1860 (1924-1934)
En 1924, le club est scindé en deux, entre Sportverein SV 1860 Munich et Turnverein TV 1860 Munich. La division se justifie par des raisons politiques et sportives, le TSV 1860 étant tiraillé d'une part entre l'influence communiste apportée par les ouvriers membres du club et l'influence nationaliste découlant de l'adhésion à la Deutsche Turnerschaft, mais également par les tensions opposant les gymnastes aux autres sections, plus « orientées vers la compétition ». Malgré la scission, les deux clubs restent très proches d'un point de vue organisationnel et très imbriqués l'un dans l'autre.
Deuxième de Bezirksliga en 1927, le TSV 1860 remporte les repêchages et se qualifie pour le championnat pour le titre national. Vainqueur du FC Schalke 04 en huitièmes de finale et du VfB Leipzig en quarts de finale, le club munichois quitte la compétition à l'issue des demi-finales, battu 4-1 par le futur champion : le 1. FC Nuremberg,. En juin 1927, le TSV 1860 remporte un tournoi international organisé à Paris. Peu après, il remporte la Goldene Schale (en français : « coquille d'or »), compétition amicale organisée par le FC Wacker.
En 1929, Heinrich Zisch, président emblématique du club, devient président unique du SV 1860 et du TV 1860.
Au début des années 1930, de plus en plus de membres actifs du club rejoignent le NSDAP et les SA. Parallèlement, les SA qui souhaitent pratiquer le sport choisissent en priorité le TV 1860. Le TV 1860 compte notamment parmi ses membres Wilhelm Brückner, adjudant personnel du Chancelier du Reich. En 1931, comme en 1927, le SV 1860 participe au championnat pour le titre national après avoir remporté les play-off nationaux et atteint la finale, jouée face au tenant du titre, le Hertha BSC. Les Munichois s'inclinent sur le score de 3-2 dans un match à l'arbitrage contesté; le club aurait d'ailleurs reçu peu après un télégramme du Hertha BSC déclarant « Nous félicitons les vrais champions d'Allemagne »,.
Quand les Nazis arrivent au pouvoir, en janvier 1933, la cellule nationale-socialiste au sein du TV 1860 a déjà atteint un poids suffisant pour prendre l'ascendant sur le club et, avec le soutien du maire de Munich Karl Fiehler, elle en prend la direction. À partir de 1933, les championnats allemands sont réorganisés et les meilleurs clubs participent aux Gauligen, championnat sous l'égide des autorités nazies. En 1933-1934, le SV 1860 finit deuxième, juste derrière le 1. FC Nuremberg.
Le 13 mars 1934, le TV 1860 et le SV 1860 fusionnent pour former à nouveau le TSV 1860. La réunion se fait en parallèle d'une centralisation forcée des mouvements sportifs sous l'autorité du gouvernement nazi, arrivé au pouvoir en janvier 1933.

### Le TSV 1860 sous l'emprise des SA (1934-1945)
Dès 1934 et jusqu'à la chute du Troisième Reich, la gestion du club est assurée par les membres du club également membres de la Sturmabteilung (SA), organisation paramilitaire du NSDAP.
Selon Anton Löffelmeier, le TSV 1860 est le club munichois qui s'est le plus impliqué dans la collaboration avec les autorités nazies pendant cette période. En effet, le TSV 1860, omnisports par nature, était doté d'une importante section de gymnastique, membre de la Deutsche Turnerschaft, association qui regroupe l'ensemble des clubs de ce genre au niveau national. Cette dernière était très impliquée dans la machine de propagande nazie, ce qui a facilité la nazification du club dans son entier. En raison de cet engagement, les joueurs du TSV 1860 sont envoyés au Reichsarbeitsdienst, sorte de service civil obligatoire, plutôt qu'enrôlés dans la Wehrmacht, l'armée allemande, et envoyés au front. Ce traitement de faveur leur permettait de rester sur Munich et donc de continuer à jouer au football. À partir de 1942, les voyages de plus de 50 km sont interdits, en conséquence de quoi la Gauliga Bayern est divisée en deux. Le TSV 1860 est le premier champion du groupe Südbayern (en français : Bavière du Sud), où son seul concurrent sérieux était le FC Bayern.
À l'issue de la saison 1940-1941, le TSV 1860 remporte pour la première fois la Gauliga Bavière. Affecté au groupe 4 du tournoi final, ses trois victoires sont insuffisantes pour se qualifier pour les demi-finales du Championnat d'Allemagne de football 1940-1941, place qui échoue au Rapid Vienne, qui finira par ailleurs champion,.
En novembre 1942, le TSV 1860 remporte avec le Tschammer-Pokal 1942, la Coupe d'Allemagne, son premier trophée d'envergure nationale, ce qui lui permet de sortir de l'ombre du FC Bayern. En octobre 1943, un bombardement allié endommage sérieusement le Grünwalder Stadion. Par la suite, les championnats de Bavière et en particulier la Gauliga 1944 sont annulés, alors que le TSV 1860 était troisième. Pour la saison 1944-1945, les championnats de Bavière sont divisés en cinq groupes, dont un regroupant la région de Munich. Le TSV 1860 y côtoie d'autres clubs de Munich, de Fürstenfeldbruck et d'Ingolstadt. En raison de l'avancée de la guerre, les championnats sont interrompus et les matchs manquants jamais joués. Le TSV 1860 était alors deuxième.

### Vers la Bundesliga (1945-1963)
En application des accords de Yalta, la Bavière est intégrée à la Zone d'occupation américaine en Allemagne dès mai 1945. Le TSV 1860 est membre fondateur de l'Oberliga Sud, nouveau championnat de premier niveau mis d'abord en place au niveau des zones d'occupation alliée puis selon des groupes géographiques,. Pour sa première saison après la guerre, le TSV 1860 finit neuvième des seize clubs engagés en Amerikanische Zonenmeisterschaft (en français : Championnat de la Zone américaine). Le club vit en parallèle une dénazification de ses instances dirigeantes, ce qui le handicape par rapport à d'autres clubs qui voient au contraire revenir leurs dirigeants d'avant 1933. 
En raison d'une réforme des championnats allemands visant à l'introduction du professionnalisme, la saison 1962-1963 est la dernière à adopter le format des Oberligen. La sélection des équipes autorisées à disputer la saison suivante dans la nouvelle poule nationale professionnelle se fait suivant un classement pondéré des douze dernières saisons, mais le classement de la dernière saison est déterminant pour les clubs candidats. L'équipe de l'entraîneur Max Merkel commence la saison avec difficultés mais termine toutefois vainqueur du groupe Sud, devant le 1. FC Nuremberg et gagne ainsi le droit de participer à la nouvelle Bundesliga, qui adopte le format d'un championnat national professionnel. Ainsi, en 1963, le TSV 1860 participe au dernier tournoi final organisé par le DFB pour le titre de champion d'Allemagne. Affecté au groupe II avec le BV 09 Borussia Dortmund, le VfB Borussia Neunkirchen et le Hambourg SV, le TSV 1860 bat le Borussia Neunkirchen et le HSV, mais est battu 4-0 par le Borussia Dortmund, ce qui l'empêche d'atteindre la finale.

### Âge d'or du club (1963-1970)
Sélectionné parmi les seize clubs autorisés à disputer le nouveau championnat professionnel, la Bundesliga 1963-1964, le TSV 1860 finit septième. Cette saison ouvre la voie à une période dorée pour le club qui « enchaîne les coups » pendant les trois années qui suivent. 
En 1964, le TSV 1860 participe à sa première compétition européenne, la Coupe d'Europe des Vainqueurs de Coupe. Le club atteint la finale, qu'il perd 2-0 face à West Ham United

### Lent déclin (1970-1990)
De 1970 à 1977, le TSV 1860 joue la montée en Bundesliga, finissant souvent à quelques points seulement de cet objectif. Pour sa première saison à ce niveau, les Sechziger finissent quatrièmes sur dix-neuf, dans un groupe largement dominé par le 1. FC Nürnberg. En 1974, en raison d'une réforme des championnats, le TSV 1860 rejoint la nouvelle 2. Bundesliga qui remplace la Regionalliga au deuxième niveau du système pyramidal d'organisation des championnats.
Au printemps 1981, la gestion financière des Lions commence à devenir problématique et le club ne peut rembourser un emprunt de 3,5 millions de Marks qu'elle doit à l'Hypo-Bank. Toutefois, l'action conjuguée de Peter Englert, Sepp Hilz et Franz Bickel, mécènes du club, permet de préparer la saison suivante avec une relative sérénité. Le club construit une équipe compétitive mais « pas trop chère », menée notamment par le buteur Rudi Völler. À l'issue de la saison 1981-1982 toutefois, malgré la quatrième place du club en 2. Bundesliga, le DFB décide de retirer sa licence à la section football du TSV 1860 pour raisons financières.

### Ère Wildmoser et retour au professionnalisme (1990-2004)
En 2. Bundesliga 1993-1994, le 11 juin 1994, avant la dernière journée, une des trois places qualificatives pour la Bundesliga est encore accessible au TSV 1860. Tandis que le Hamburger SV perd face au VfL Wolfsbourg, le TSV 1860 bat le FC Sankt Pauli, avec lequel il était à égalité de points ; ainsi, le club munichois termine la saison à la troisième place et devient le premier club bavarois à réussir la double-montée Bayernliga-Bundesliga, championnat qu'il retrouve pour la première fois depuis 1981.
La saison 2003-2004, marquée notamment par un scandale de corruption impliquant le président Wildmoser et un imbroglio sur le limogeage de l'entraîneur Falko Götz provoquant la démission du vice-président du club, est tout aussi compliquée sur le plan sportif.

### Stagnation en2. Bundesliga(2004-2017)
Pour sa première saison en 2. Bundesliga depuis 1994, le club se fixe comme objectif la remontée immédiate. Toutefois, dès décembre 2004, à la suite d'une défaite 5-1 face à l'Alemannia Aachen, l'entraîneur Rudolf Bommer estime l'objectif impossible à tenir et est remercié peu après. Après une seconde moitié de saison de meilleure facture, marquée notamment par une série de 16 matchs sans défaite, les Lions finissent quatrièmes, à quatre points seulement de la troisième place,.
En 2014, selon l'ancien entraîneur Reiner Maurer, la crise que vit le club se justifie par « une rupture avec de nombreux joueurs qui ne connaissent ni la Ligue ni la langue ». Le club, qui vise la montée en Bundesliga, commence la saison en ne récoltant que six points en sept rencontres et en renvoyant son entraîneur. Éprouvant de grandes difficultés à domicile, le club finit seizième, à égalité de points avec le premier relégué, le FC Erzgebirge Aue, et doit disputer les barrages de relégation qu'il remporte face au Holstein Kiel, gagnant le match retour grâce à un but marqué dans le temps additionnel,.
En 2015-2016, le TSV 1860 réalise une saison calamiteuse si bien qu'en avril 2016, l'équipe se classe encore avant-dernière et les dirigeants envisagent sérieusement une relégation historique en 3. Liga. Sous l'entraineur par intérim Daniel Bierofka, le TSV parvient in extremis à sauver sa place en 2. Bundesliga grâce à trois victoires consécutives en fin de saison.

### Relégation au niveau régional et retour en 3. Liga (depuis 2017)
En 2016-2017, l'équipe termine 16e de 2. Bundesliga après une défaite 1-2 contre 1. FC Heidenheim 1846. Ils font 1-1 et 0-2 dans les matchs de relégation contre Jahn Regensburg et sont donc relégués. Le directeur général Ian Ayre et le président Peter Cassalette ont démissionné de leur poste,. Le 2 juin 2017, il est annoncé que 1860 n'est pas en mesure d'obtenir une licence en  3. Liga pour la saison 2017-18. Par conséquent, le club descend en 4e division, la Regionalliga Bayern. Le 27 mai 2018, le club remonte en 3. Liga après un match de barrage contre Sarrebruck (2-3, 2-2).

## Bilan sportif

### Palmarès
Avant l'introduction du professionnalisme et l'accession du club à la Bundesliga en 1963, le TSV 1860 Munich remporte plusieurs titres régionaux et remporte notamment son groupe de Gauliga Bayern en 1941 et en 1943. Après la Seconde Guerre mondiale, le TSV 1860 termine champion d'Oberliga Sud en 1963, remportant également deux 2. Oberliga, le championnat de niveau directement inférieur.
Le TSV 1860 remporte son premier titre de niveau national en 1942, où le club gagne le DFB-Pokal pour la première fois. Le club remporte un second DFB-Pokal en 1964, puis est champion d'Allemagne pour la seule fois de son histoire à l'issue de la Bundesliga 1965-1966. C'est à la même période que le club réalise ses meilleures performances européennes, avec notamment une finale de la Coupe d'Europe des Vainqueurs de Coupe 1964-1965.
Relégué en 1970, le club est champion de 2. Bundesliga Süd en 1979, puis, à la suite du retrait de sa licence professionnelle, remporte trois fois la Bayernliga dans les années 1980.
Le tableau suivant liste le palmarès du TSV 1860 dans les principales compétitions officielles auxquelles il a participé :
| Compétitions internationales                                                                     | Compétitions nationales | Compétitions régionales |
| - Coupe d'Europe des Vainqueurs de Coupe - Finaliste : 1965 - Coupe des Alpes - Finaliste : 1967 | - Championnat d'Allemagne (1) : - Champion : 1966 - Vice-champion : 1931 et 1967 - Coupe d'Allemagne (2) : - Vainqueur : 1942 et 1964 - 2. Bundesliga (1) : - Champion Sud : 1979 - Vice-champion Sud : 1977 | - Oberliga Sud (1) : - Champion : 1963 - Gauliga Bayern (2) : - Champion : 1941, 1943 - 2. Oberliga Süd (2) : - Champion : 1955, 1957 - Bayernliga (3) : - Champion : 1984, 1991, 1993 - Vice-champion : 1986, 1990 - Regionalliga Bayern (1) : - Champion : 2018 |

### Parcours en Coupe d'Allemagne

#### Tschammer-Pokal (1935-1945)
La première Coupe d'Allemagne est organisée en 1935 : le Tschammer-Pokal, nommée d'après Hans von Tschammer qui en est à l'origine.
En 1942, le TSV 1860 atteint la finale, qu'il dispute le 15 novembre 1942 au Stade olympique de Berlin face au FC Schalke 04. Le TSV 1860 s'impose 2-0 grâce à des réalisations de Heinz Krückeberg et Ernest Wilimowski. Ce premier trophée d'envergure nationale constitue une grande victoire pour le club, alors soutenu par le NSDAP et dirigé par les SA. L'année suivante, en 1943, le TSV 1860 est toutefois éliminé dès le premier tour par son rival du Bayern Munich.

#### DFB-Pokal (depuis 1953)
Sous la direction de Max Merkel, l'équipe remporte la compétition pour la deuxième fois en 1963-1964 en battant l'Eintracht Francfort 2-0 en finale.
En 2015-2016, le TSV 1860 est éliminé en huitièmes de finale par le VfL Bochum.

### Parcours en Coupe de la Ligue
En 1972, la Fédération allemande de football organise une compétition d'avant-saison en ouverture des Jeux olympiques d'été de 1972, disputés à Munich : le Liga-Pokal (en français : Coupe de la Ligue). Le TSV 1860 est affecté au groupe 8, avec le FC Bayern Munich, le FC Bayern Hof et le VfB Stuttgart. Pour son premier match dans la compétition, le 19 mai 1972, le club s'impose 3-0 face au FC Bayern Hof. Le 2 août 1972, en inauguration du Stade olympique de Munich, le TSV 1860 affronte le FC Bayern Munich devant 80 000 spectateurs, un record, et s'incline 3-1. Enfin, le 9 août 1972, le 1860 perd 5-1 face au VfB Stuttgart, bien qu'ayant tenu le 0-0 jusqu'à la mi-temps. Lors du cycle retour, le TSV 1860 ne gagne aucun match, obtenant un nul 0-0 face à Stuttgart le 16 août 1972 mais perdant 5-3 face au FC Bayern Munich le 23 août 1972 puis à nouveau 5-3 face au FC Bayern Hof le 30 août 1972. Dernier de sa poule, le club est éliminé de la compétition.
Le DFL-Liga Pokal n'est pas reconduit et n'est réintroduit qu'en 1997 sous une forme différente, seules les six équipes les mieux classées de Bundesliga étant invitées. Ses performances lors de la saison 1999-2000 permettent au TSV 1860 de participer au tour préliminaire où il affronte le 1. FC Kaiserslautern. Le club palatin, déjà participant en 1998 et 1999, élimine le TSV 1860 le 27 juillet 2000 sur le score de 2-0, grâce à des buts d'Igli Tare à la 8e minute et de Jeff Strasser à la 23e minute.

### Participation aux compétitions européennes
En 1964, le TSV 1860, vainqueur du DFB-Pokal, est qualifié pour la Coupe d'Europe des vainqueurs de coupe 1964-1965, première compétition européenne qu'il dispute. Pour son entrée dans la compétition, au premier tour, le TSV 1860 élimine l'US Luxembourg après l'avoir battu 0-4 à au match aller et 6-0 au match retour. Le 2 décembre 1964, en huitièmes de finale, l'équipe bat le FC Porto 1-0. Le nul 1-1 qu'il obtient en match retour suffit à le qualifier pour les quarts de finale où il affronte le Legia Varsovie. Le 3 mars 1965, le TSV 1860 l'emporte 4-0 sur le club polonais. Au match retour, les deux clubs se neutralisent (0-0), permettant au TSV 1860 de continuer dans la compétition.
Légende
- Victoire ou qualification pour le tour suivant
- Match nul
- Défaite ou élimination de la compétition

Note : dans les résultats ci-dessous, le score du club est toujours donné en premier.
| Saison    | Compétition                | Tour                | Club                     | Domicile | Extérieur | Total       |
| --------- | -------------------------- | ------------------- | ------------------------ | -------- | --------- | ----------- |
| 1964-1965 | Coupe des coupes           | Seizièmes de finale | Union Luxembourg         | 6 - 0    | 4 - 0     | 10 - 0      |
| 1964-1965 | Coupe des coupes           | Huitièmes de finale | FC Porto                 | 1 - 1    | 1 - 0     | 2 - 1       |
| 1964-1965 | Coupe des coupes           | Quarts de finale    | Legia Varsovie           | 0 - 0    | 4 - 0     | 4 - 0       |
| 1964-1965 | Coupe des coupes           | Demi-finales        | AC Torino                | 3 - 1    | 0 - 2     | 2 - 0 5 - 3 |
| 1964-1965 | Coupe des coupes           | Finale              | West Ham United          | 0 - 2    | 0 - 2     | 0 - 2       |
| 1965-1966 | Coupe des villes de foires | 32es de finale      | Malmö FF                 | 4 - 0    | 3 - 0     | 7 - 0       |
| 1965-1966 | Coupe des villes de foires | Seizièmes de finale | Göztepe Izmir            | 9 - 1    | 1 - 2     | 10 - 3      |
| 1965-1966 | Coupe des villes de foires | Huitièmes de finale | Servette FC              | 4 - 1    | 1 - 1     | 5 - 2       |
| 1965-1966 | Coupe des villes de foires | Quarts de finale    | Chelsea FC               | 2 - 2    | 0 - 1     | 2 - 3       |
| 1966-1967 | Coupe des clubs champions  | Seizièmes de finale | Omonia Nicosie           | 8 - 0    | 2 - 1     | 10 - 1      |
| 1966-1967 | Coupe des clubs champions  | Huitièmes de finale | Real Madrid              | 1 - 0    | 1 - 3     | 2 - 3       |
| 1967-1968 | Coupe des villes de foires | 32es de finale      | Servette FC              | 4 - 0    | 2 - 2     | 6 - 2       |
| 1967-1968 | Coupe des villes de foires | Seizièmes de finale | Liverpool FC             | 2 - 1    | 0 - 8     | 2 - 9       |
| 1968-1969 | Coupe des villes de foires | 32es de finale      | Legia Varsovie           | 2 - 3    | 0 - 6     | 2 - 9       |
| 1969-1970 | Coupe des villes de foires | 32es de finale      | Skeid Oslo               | 2 - 2    | 1 - 2     | 3 - 4       |
| 1996      | Coupe Intertoto            | Groupe 8            | Spartak Varna            | N/A      | 1 - 2     | Deuxième    |
| 1996      | Coupe Intertoto            | Groupe 8            | ŁKS Łódź                 | 5 - 0    | N/A       | Deuxième    |
| 1996      | Coupe Intertoto            | Groupe 8            | Kaučuk Opava             | N/A      | 2 - 0     | Deuxième    |
| 1996      | Coupe Intertoto            | Groupe 8            | Kamaz Naberejnye Tchelny | 0 - 1    | N/A       | Deuxième    |
| 1997-1998 | Coupe UEFA                 | 32es de finale      | Jazz Pori                | 6 - 1    | 1 - 0     | 7 - 1       |
| 1997-1998 | Coupe UEFA                 | Seizièmes de finale | Rapid Vienne             | 2 - 1    | 0 - 3     | 2 - 4       |
| 2000-2001 | Ligue des champions        | Troisième tour Q    | Leeds United             | 0 - 1    | 1 - 2     | 1 - 3       |
| 2000-2001 | Coupe UEFA                 | 64es de finale      | FK Drnovice              | 1 - 0    | 0 - 0     | 1 - 0       |
| 2000-2001 | Coupe UEFA                 | 32es de finale      | Halmstads BK             | 3 - 1    | 2 - 3     | 5 - 4       |
| 2000-2001 | Coupe UEFA                 | Seizièmes de finale | AC Parme                 | 0 - 2    | 2 - 2     | 2 - 4       |
| 2001      | Coupe Intertoto            | Deuxième tour       | Sartid Smederevo         | 3 - 1    | 3 - 2     | 6 - 3       |
| 2001      | Coupe Intertoto            | Troisième tour      | RKC Waalwijk             | 3 - 1    | 2 - 1     | 5 - 2       |
| 2001      | Coupe Intertoto            | Demi-finales        | Newcastle United         | 2 - 3    | 1 - 3     | 3 - 6       |
| 2002      | Coupe Intertoto            | Deuxième tour       | BATE Borisov             | 0 - 1    | 0 - 4     | 0 - 5       |

1. ↑  Match d'appui disputé sur terrain neutre à Zurich.

### Records et distinctions

#### Joueurs et entraîneurs

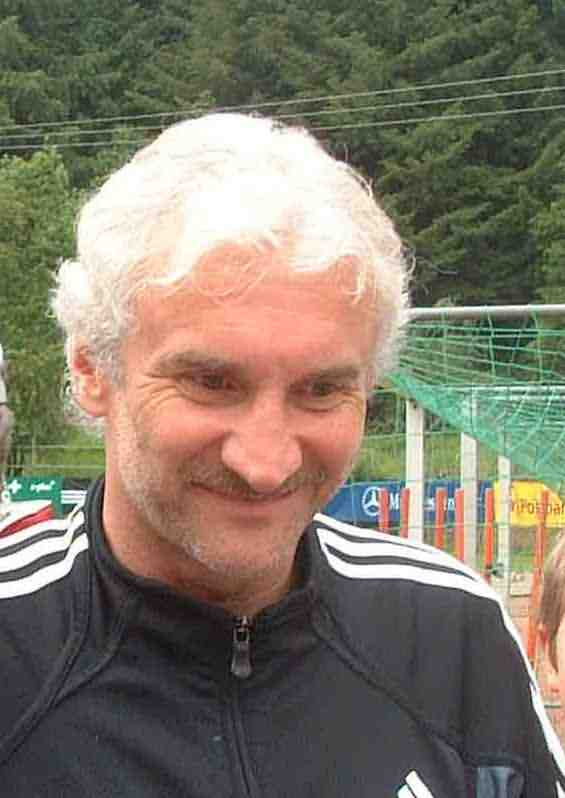
Rudi Völler, meilleur buteur de 2. Bundesliga en 1982.

En 1981-1982, le buteur Rudi Völler, auteur de 37 buts en 37 matchs joués, est meilleur buteur de 2. Bundesliga.
En 1999-2000, l'attaquant Martin Max, auteur de 19 buts, termine meilleur buteur du championnat. Il est à nouveau meilleur buteur en 2001-2002, avec 18 réalisations.
En 2008, Klaus Fischer se classait, avec 535 matchs joués, sixième joueur le plus capé de Bundesliga. Fischer, qui évoluait au TSV 1860 de 1968 à 1970, a joué 60 matchs sous le maillot bleu et blanc,. Fischer est également, avec 268 buts marqués dont 28 au TSV 1860, le deuxième meilleur buteur de l'histoire de la Bundesliga.
Depuis 2005, la Fédération allemande de football récompense les meilleurs jeunes footballeurs allemands avec la Médaille Fritz Walter. En 2006, le joueur du TSV 1860 Lars Bender remporte une médaille d'or dans la catégorie des moins de 17 ans, tandis que ses coéquipiers Alexander Eberlein et Sven Bender reçoivent respectivement une médaille d'argent dans la catégorie des moins de 18 ans et de bronze dans la catégorie des moins de 17 ans. En 2008, Florian Jungwirth est honoré par une médaille d'argent dans la catégorie des moins de 19 ans. En 2010, Peniel Mlapa reçoit une médaille d'or dans la catégorie des moins de 19 ans. 

#### Championnat professionnel
Dans le classement perpétuel de la Bundesliga, en 2008, le TSV 1860 se classait à la vingtième position, avec 20 saisons disputées, comme l'Eintracht Brunswick. En 2016, le TSV 1860 n'est plus que 21e.
En Bundesliga, le match le plus riche en buts est une victoire 9-2 le 7 mars 1964 face au Hambourg SV.
En 2. Bundesliga, la plus longue série de matchs sans défaite date de 2004-2005, où l'équipe reste invaincue de la 18e à la 33e journée, soit pendant 16 rencontres. La plus longue série de matchs sans victoire date de 2015, où le club ne gagne aucun match entre la 34e journée de la saison 2014-2015 et la 12e journée de la saison 2015-2016, soit pendant 13 matchs.

## Structure du club

### Structures sportives

#### Stade

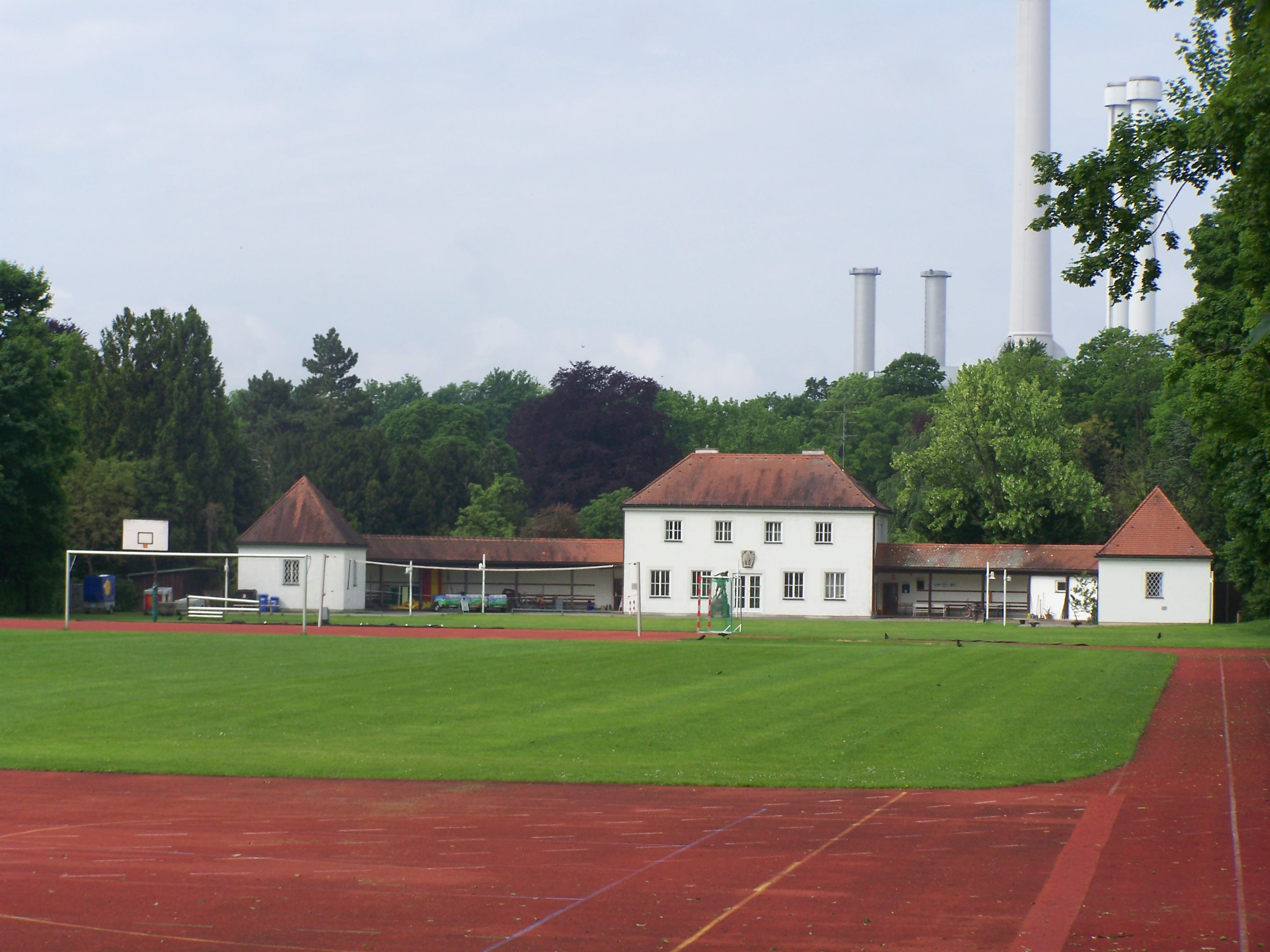
Le terrain de Schyrenwiese où s'entrainent les joueurs en 1904.

À partir de 1904, les joueurs s'entraînent sur un terrain sur le Schyrenwiese, situé à proximité d'un bâtiment appartenant au club et faisant office de club-house. Le siège du club est basé depuis 1908 dans le quartier populaire de Giesing, à Munich.
En 1911, les footballeurs du Turnverein s'installent sur un terrain situé sur la Grünwalder Straße, qui sert alors pour les matchs officiels du club. En 1922, le TSV 1860 achète ce terrain et y entreprend la construction d'un stade de football moderne. Le stade prend le nom Heinrich-Zisch-Stadion, dénomination choisie en l'honneur d'un ancien président du club. Ainsi, en 1926, le TSV 1860 dispose d'un stade d'une capacité de 40 000 places.

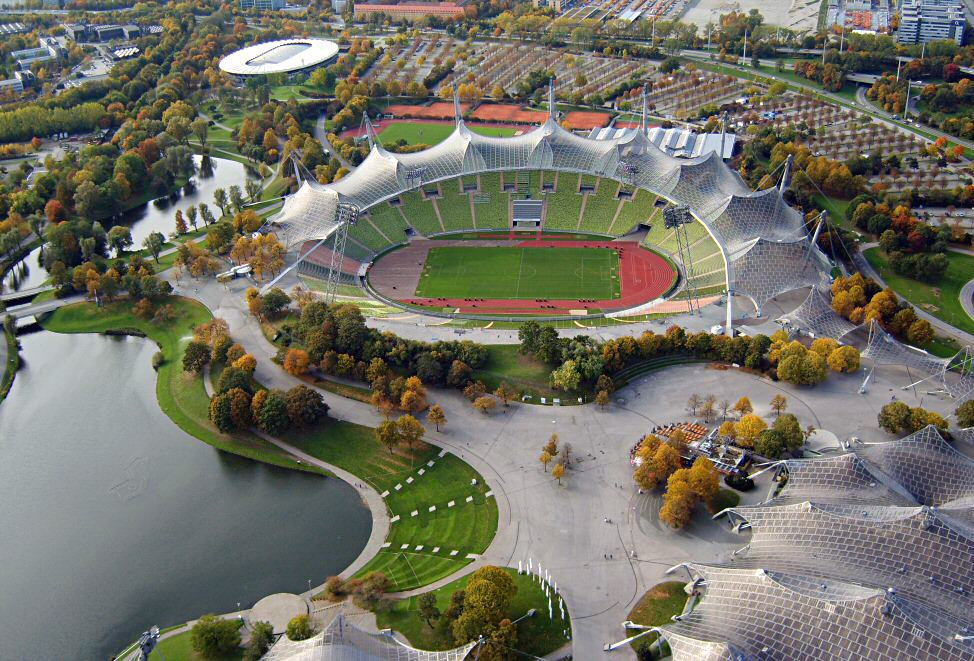
L'Olympiastadion, stade des deux clubs de 1972 à 2005.

Construit pour les Jeux olympiques d'été de 1972, l'Olympiastadion est utilisé conjointement par les deux clubs. Le TSV 1860 ne déménage toutefois que partiellement à l'Olympiastadium, conservant un pied à terre au Grünwalder. À partir des années 1990, où les deux clubs évoluent en Bundesliga, le stade devient impopulaire, en particulier auprès des fans du FC Bayern, car « il ne correspond plus aux attentes du football moderne ».
En 2001, le Bayern Munich et le TSV 1860 Munich engagent conjointement des négociations pour la construction d'un nouveau stade. En juillet 2001, la municipalité décide d'attribuer des terrains pour la construction du nouveau stade, dans le district de Fröttmaning dans la périphérie nord de Munich. En février 2002, les deux clubs choisissent de concert le projet du cabinet d'architectes Herzog & DeMeuron. Le stade est inauguré pour la Coupe du monde de football de 2006 sous le nom FIFA World Cup Stadium Munich avant d'être renommé pour des raisons de naming « Allianz Arena ».
Dans les années 2010, la baisse de niveau sportif des Lions entraîne une diminution des affluences. Ainsi, la WM-Arena, d'une capacité de 70 000 places, devient trop grande pour le club. De ce fait, en 2016, le club prévoit un retour complet au Städtisches Stadion an der Grünwalder Straße, onze ans après l'avoir officiellement quitté.

#### Centre de formation
Depuis la saison 2001-2002, les clubs professionnels allemands sont obligés de disposer d'un centre de formation des jeunes footballeurs. Le TSV 1860 se dote alors d'un centre de formation, la Löwen-Fußball-Akademie (en français : Académie de football des Lions). La première pierre du nouveau bâtiment destiné à accueillir les jeunes footballeurs est posée en juin 2001 et le bâtiment est officiellement terminé le 17 septembre 2003, en présence de la Ministre d'État bavaroise de l'enseignement et des affaires culturelles Monika Hohlmeier. Le nouveau bâtiment comprend quatorze logements, occupés en 2003 par douze jeunes joueurs du club et deux joueurs-visiteurs chinois.
Malgré la relégation en 2. Bundesliga, le centre de formation du TSV 1860 reste une « excellente et productive académie », l'une des meilleures d'Allemagne. En outre, en raison de sa forte popularité à Munich et dans ses alentours, le club parvient à attirer nombre de joueurs de talents, qu'il parvient à entraîner jusqu'au plus haut niveau. Ainsi, dans les années 2000 et 2010, le TSV 1860 est notamment le club formateur des jumeaux Lars et Sven Bender, de Kevin Volland, Julian Weigl, Fabian Johnson ou de Julian Baumgartlinger.
En parallèle de son académie de football, le TSV 1860 propose depuis la fin des années 1990, à travers la Löwen-Fußballschule (en français : École de football des lions), une offre sportive destinée aux enfants et adolescents de 8 à 14 ans. La Löwen-Fußballschule n'ouvre que pendant les vacances de printemps et d'été et dispense des activités sportives variées sous la tutelle des entraîneurs juniors du TSV 1860.

#### Association omnisports
Le TSV 1860 Munich est avant tout un club omnisports, dont les origines remontent à mars 1848. Fondé une première fois le 15 juillet 1848 et rapidement dissout en raison des lois restrictives du Royaume de Bavière, le club est refondé le 17 mai 1860 sous le nom de Münchener Turnverein. Il entretient dans ses premières années une rivalité certaine avec le MTV 1879, l'autre grand Turnverein de la ville.

### Aspects juridiques et économiques

#### Statut juridique et légal
Depuis le 1er juillet 2002, la section football du TSV 1860 est gérée par la TSV München von 1860 GmbH und Co. KGaA,.

#### Éléments comptables
En 1982, le club, qui vient de manquer de peu une remontée immédiate en Bundesliga, accuse une dette de 8 millions de Marks. La situation financière exsangue du club pousse la Fédération allemande à retirer sa licence au TSV 1860, qui est alors contraint de repartir en Bayernliga (troisième niveau), avec un statut amateur.

#### Sponsors
| Période   | Équipementier | Sponsor                 | Branche             |
| --------- | ------------- | ----------------------- | ------------------- |
| 1963–1973 | Adidas        | Pas de sponsor          | Pas de sponsor      |
| 1973–1976 | Adidas        | Frucade                 | Boissons            |
| 1976–1979 | Puma          | Frucade                 | Boissons            |
| 1979–1981 | Puma          | Beiersdorf              | Cosmétiques         |
| 1981–1983 | Puma          | Hedos                   | Habillement         |
| 1983–1986 | Puma          | Vereinigte Versicherung | Assurances          |
| 1986–1988 | Puma          | Löwenbräu               | Brasserie           |
| 1988–1990 | Puma          | Karnehm                 | Mobilier            |
| 1990–1991 | Puma          | Hacker-Pschorr          | Brasserie           |
| 1991–1993 | Puma          | Lancia                  | Automobile          |
| 1993–1994 | Lotto         | Ha-Ra                   | Nettoyage           |
| 1994–1995 | Lotto         | Löwenbräu               | Brasserie           |
| 1995–1999 | Nike          | Löwenbräu               | Brasserie           |
| 1999–2002 | Nike          | FTI                     | Tourisme            |
| 2002–2005 | Nike          | Liqui Moly              | Lubrifiants         |
| 2005–2006 | Nike          | Festina                 | Montres             |
| 2006–2007 | Kappa         | Bwin                    | Vêtements de sport  |
| 2007–2008 | Kappa         | Trenkwalder             | Ressources humaines |
| 2008–2009 | Erima         | Trenkwalder             | Ressources humaines |
| 2009–2010 | Erima         | Liqui Moly              | Lubrifiants         |
| 2010–2011 | Erima         | Comarch                 | Informatique        |
| 2011–2013 | Uhlsport      | Aston Martin            | Automobile          |
| 2013–2015 | Uhlsport      | Volkswagen              | Automobile          |
| 2015–2020 | Macron        | Die Bayerische          | Assurances          |
| 2020-2025 | Nike          | Die Bayerische          | Assurances          |

En 2016, la banque Stadtsparkasse München, filiale du Deutscher Sparkassen- und Giroverband, propose des cartes bancaires aux couleurs du TSV 1860.

## Personnalités du club

### Présidents
Le TSV 1860 étant un club omnisports, la liste des présidents de la section football se confond avec celle des présidents du TSV 1860 omnisport et remonte de ce fait jusqu'en 1860, date de fondation de la structure principale.
En 1934 ou 1935, Fritz Ebenböck reste président pendant un mois seulement. Malgré son court mandat, la présidence d'Ebenböck constitue un tournant pour le club, ce dernier étant un nazi notoire, membre du NSDAP depuis 1922. De 1936 à 1945, c'est le SA Emil Ketterer qui préside le club. À partir de 1941, la gestion de la section football échoit à Sebastian Gleixner, membre nazi du conseil municipal de Munich et décrit unanimement comme « impitoyable ». Gleixner, qui arborait fièrement son uniforme des SA, le revolver à la ceinture, est un symbole de la nazification réussie des dirigeants du 1860.
En 2004, le président du club Karl-Heinz Wildmoser est accusé de corruption dans le cadre d'une affaire retentissante liée à la construction du FIFA World Cup Stadium Munich. Le versement d'un pot-de-vin de 2,6 millions d'euros est notamment mis en cause. Cette affaire prend une telle ampleur que les responsables politiques allemands craignent alors qu'elle entame la crédibilité de l'Allemagne pour l'organisation de la Coupe du monde 2006.
Gerhard Mayrhofer, président depuis juillet 2013, se retire en juin 2015 en raison d'une lutte d'influence avec l'actionnaire majoritaire Hasan Ismaik. Début 2016, il quitte définitivement le club en raison de ce même différend. Son successeur est Peter Cassalette. Cassalette, qui se veut « rassembleur » dans un club « en plein chaos » tant en raison des mauvais résultats sportifs que du conflit avec les actionnaires jordaniens, est reconduit en assemblée générale en 2016, mais avec seulement 238 des 401 suffrages exprimés.

#### Liste des présidents
Le tableau suivant présente la liste des présidents du club depuis 1848.
| Rang                                 | Nom                    | Période   |
| ------------------------------------ | ---------------------- | --------- |
| 1                                    | T. Främke              | 1848      |
| 2                                    | Adolf Schwarz          | 1848-1849 |
| 3                                    | A. Sander              | 1849      |
| 4                                    | Zacharias Lechner      | 1850      |
| 5                                    | Anton Birklein         | 1850      |
| de 1850 à 1860 : président non-connu |                        |           |
| 6                                    | Ludwig Schnittler      | 1860-1861 |
| 7                                    | Johann Lautenhammer    | 1862-1867 |
| 8                                    | Heinrich Kutzner       | 1868-1869 |
| 9                                    | Eugen Gogel            | 1870      |
| 10                                   | Matthias Waigerleitner | 1871-1880 |
| 11                                   | Heinrich Kutzner (2)   | 1881-1889 |
| 12                                   | Georg Näher            | 1890-1900 |
| 13                                   | Karl Uhl               | 1901-1907 |

| Rang                                                 | Nom                    | Période   |
| ---------------------------------------------------- | ---------------------- | --------- |
| 14                                                   | Nikolaus Schmelz       | 1908-1913 |
| 15                                                   | Heinrich Zisch         | 1914-1918 |
| 16                                                   | Nikolaus Schmelz (2)   | 1919      |
| 17                                                   | Ernst Müller-Meiningen | 1919      |
| de 1924 à 1934 : séparation entre SV 1860 et TV 1860 |                        |           |
| 18                                                   | Fritz Ebenböck         | 1935      |
| 19                                                   | Ludwig Holzer          | 1936      |
| 20                                                   | Emil Ketterer          | 1937-1945 |
| 21                                                   | Willi Scholl           | 1946      |
| 22                                                   | Alfred Radschuweit     | 1947      |
| 23                                                   | / Heinz Treptau        | 1948-1951 |
| 24                                                   | Adalbert Wetzel        | 1952-1969 |
| 25                                                   | Franz Sackmann         | 1969-1974 |
| 26                                                   | Erich Riedl            | 1974-1981 |

| Rang | Nom                  | Période            |
| ---- | -------------------- | ------------------ |
| 27   | Richard Müller       | 1982-1983          |
| 28   | Karl Heckl           | 1984-1988          |
| 29   | Liselotte Knecht     | 1988-1992          |
| 30   | Karl-Heinz Wildmoser | 1992-2004          |
| 31   | Karl Auer            | 2004-2006          |
| 32   | Alfred Lehner        | 2006-2007          |
| 33   | Albrecht von Linde   | 2007-2008          |
| 34   | Rainer Beek          | 2008-2011          |
| 35   | Dieter Schneider     | 2011-2013          |
| 36   | Hep Monatzeder       | avril-juillet 2013 |
| 37   | Gerhard Mayrhofer    | 2013-2015          |
| 38   | Peter Cassalette     | Depuis 2015        |

Le tableau suivant présente les présidents du SV 1860 et du TV 1860 pendant la scission :
| Rang | Nom             | Période   |
| ---- | --------------- | --------- |
| 1    | Heinrisch Zisch | 1925-1930 |
| 2    | Robert Werner   | 1931-1932 |
| 3    | Fritz Ebenbock  | 1934      |

| Rang | Nom                    | Période   |
| ---- | ---------------------- | --------- |
| 1    | Ernst Müller-Meiningen | 1925-1929 |
| 2    | Heinrisch Zisch        | 1929-1932 |
| 3    | Wilhelm Hacker         | 1933-1934 |

### Entraîneurs

#### Premiers entraîneurs (1913-1945)
En 1913, le prestigieux footballeur anglais Fred Spiksley est le premier entraîneur connu du 1860. Après avoir été entraîneur en Suède, Spiksley profite de sa notoriété pour entraîner en Allemagne, mais il ne reste que peu de temps au TV 1860. Avant la Première Guerre mondiale, il est connu comme entraîneur du 1. FC Nuremberg.
Max Breunig, « premier joueur majeur en Allemagne », ancien capitaine du Karlsruher FV et de l'équipe d'Allemagne dans les années 1910, prends l'équipe munichoise en main pour la première fois en 1925. Surnommé « der Lehrer » (en français : le professeur), il mène le SV 1860 en demi-finale du tour final pour le titre national du Championnat d'Allemagne où il est éliminé par le 1. FC Nuremberg, futur champion. L'ancien international autrichien Richard « Dombi » Kohn, arrive au SV 1860 en 1928 en tant qu'entraîneur. Dans un club de plus en plus imprégné par le nazisme, il est l'un des rares juifs tolérés. Il quitte le club en 1930 et revient à Munich en 1931, pour entraîner le FC Bayern, qu'il mène vers son premier titre de champion d'Allemagne. Entre-temps, Max Breunig revient au SV 1860.
En 1935-1936, Rudolf Prokoph est entraîneur de l'équipe,.
Le défenseur des Lions Max Schäfer, finaliste pour le titre de Champion d'Allemagne en tant que joueur en 1931 reprend l'équipe en qualité d'entraîneur en 1937. En 1942, c'est sous sa direction que le TSV 1860 remporte son premier trophée national : le DFB-Pokal.

#### Temps des succès (1945-1969)
En 1945, c'est l'ancien capitaine de l'équipe nationale allemande et entraîneur-joueur du FC Bayern Ludwig Goldbrunner qui prend les rênes de l'équipe. L'ancien gardien international Georg Ertl, au TSV 1860 de 1931 à 1943 le remplace en 1946,.

#### Déclin et reconstruction (1969-1992)
En 1991, l'entraîneur Karsten Wettberg promeut l'équipe en 2. Bundesliga, championnat qu'elle avait quitté en 1982. L'obtention de cette montée fait de lui une figure populaire de la culture Sechzig, même s'il ne parvient pas à maintenir le club qui retrouve la Bayernliga dès la saison suivante.

#### Entraîneurs en1.et2. Bundesliga(depuis 1992)
Le club, relégué en Bayernliga (troisième niveau), engage officiellement Werner Lorant le 1er juillet 1992. Lorant entraîne les Sechsziger pendant neuf ans, jusqu'en 2001, les menant jusqu'en Ligue des champions de l'UEFA. En raison de ses performances sportives, les meilleures du club depuis les années 1960, et de son caractère entier, il est considéré comme « une légende » parmi les fans du TSV 1860.
En 2003, l'ancien international junior est-allemand Falko Götz est nommé entraîneur. En raison des mauvais résultats de l'équipe, Götz est publiquement remercié par le vice-président du club Hannes Zehetmair en avril 2004, sans en être informé préalablement, provoquant un scandale dans les sphères du club à la suite duquel Zehetmair est contraint à la démission.
À l'été 2004, le club engage Rudi Bommer avec comme objectif la remontée immédiate, mais ce dernier est remercié au bout de cinq mois en raison de ses performances jugées décevantes, inaugurant ainsi une certaine instabilité sur le poste d'entraîneur. Ainsi, fin 2013, après dix ans en 2. Bundesliga, l'équipe première a connu neuf entraîneurs différents. Pessimiste quant aux chances de remontées immédiate du club, Bommer est congédié en décembre 2014 et remplacé par son adjoint, Reiner Maurer. Ce dernier reste jusqu'en 2006 et est ainsi, avec 871 jours aux commandes de l'équipe, l'entraîneur ayant eu le plus long mandat depuis la relégation.
Pour la saison 2014-2015, le club engage le Néerlandais Ricardo Moniz, notamment Champion d'Autriche en 2012 avec le Red Bull Salzbourg. Ce dernier essaye d'imposer un football offensif, mais sans succès et est remercié après seulement sept matchs en raison des mauvaises performances de l'équipe. Il est remplacé par son adjoint, Markus von Ahlen, qui reprend ainsi la tête de l'équipe. Von Ahlen est pour sa part démis de ses fonctions dès février 2015 sans avoir réussi à renouer avec les résultats.

#### Liste des entraîneurs
Le tableau suivant présente la liste des entraîneurs du club depuis 1913.
| Rang | Nom                  | Période   |
| ---- | -------------------- | --------- |
| 1    | Fred Spiksley        | 1913      |
| 2    | Josef Braumüller     | 1919-1925 |
| 3    | Max Breunig          | 1925-1928 |
| 4    | Richard Kohn         | 1928-1930 |
| 5    | / Max Breunig (2)    | 1930-1934 |
| 6    | Josef Rechenmacher   | 1934-1935 |
| 7    | Rudolf Prokoph       | 1935-1936 |
| 8    | Josef Braumüller (2) | 1936-1937 |
| 9    | Max Schäfer          | 1937-1938 |
| 10   | Dietrich Tillmann    | 1938-1938 |
| 11   | Otto Eckhardt        | 1939-1940 |
| 12   | Franz Schmeifler     | 1940-1941 |
| 13   | Max Schäfer (2)      | 1941-1945 |
| 14   | Ludwig Goldbrunner   | 1945-1946 |
| 15   | Georg Ertl           | 1946      |
| 16   | / Max Schäfer (3)    | 1946-1951 |
| 17   | Josef Molzer         | 1951-1952 |
| 18   | Fred Harthaus        | 1952-1953 |
| 19   | Max Schäfer (4)      | 1953-1956 |
| 20   | Hans Hipp            | 1956-1961 |
| 21   | Max Merkel           | 1961-1966 |
| 22   | Hans-Wolfgang Weber  | 1966-1967 |
| 23   | Gunther Baumann      | 1967      |
| 24   | Albert Sing          | 1967-1968 |
| 25   | Hans Pilz            | 1968-1969 |
| 26   | Fritz Langner        | 1969      |

| Rang | Nom                 | Période   |
| ---- | ------------------- | --------- |
| 27   | Franz Binder        | 1969-1970 |
| 28   | Hans Tilkowski      | 1970-1972 |
| 29   | Alexander Schwartz  | 1972-1973 |
| 30   | Rudi Gutendorf      | 1973-1974 |
| 31   | Max Merkel (2)      | 1974-1975 |
| 32   | Heinz Lucas         | 1975-1978 |
| 33   | Eckhard Krautzun    | 1978-1979 |
| 34   | Alfred Baumann      | 1979      |
| 35   | Carl-Heinz Rühl     | 1979-1981 |
| 36   | Vaclav Halama       | 1981-1982 |
| 37   | Willibert Kremer    | 1982      |
| 38   | Bernd Schumm        | 1982      |
| 38   | & Kurt Schwarzhuber | 1982      |
| 39   | Erich Beer          | 1983      |
| 40   | Bernd Patzke        | 1983-1984 |
| 41   | Octavian Popescu    | 1984      |
| 42   | Erich Beer          | 1984      |
| 43   | Vaclav Halama       | 1984-1986 |
| 44   | Dieter Kurz         | 1986      |
| 45   | Fahrudin Jusufi     | 1986-1987 |
| 46   | Thomas Zander       | 1987      |
| 47   | Uwe Klimaschefski   | 1987-1988 |
| 48   | Willi Bierofka      | 1988-1990 |
| 49   | Karsten Wettberg    | 1990-1992 |
| 50   | Werner Lorant       | 1992-2001 |
| 51   | Peter Pacult        | 2001-2003 |

| Rang | Nom                  | Période   |
| ---- | -------------------- | --------- |
| 52   | Falko Götz           | 2003-2004 |
| 53   | Gerald Vanenburg     | 2004      |
| 54   | Rudolf Bommer        | 2004      |
| 55   | Reiner Maurer        | 2004-2006 |
| 56   | Walter Schachner     | 2006-2007 |
| 57   | Marco Kurz           | 2007-2009 |
| 58   | Uwe Wolf             | 2009      |
| 59   | Ewald Lienen         | 2009-2010 |
| 60   | Reiner Maurer (2)    | 2010-2012 |
| 61   | Alexander Schmidt    | 2012-2013 |
| 62   | Friedhelm Funkel     | 2013-2014 |
| 63   | Markus von Ahlen     | 2014      |
| 64   | Ricardo Moniz        | 2014      |
| 65   | Markus von Ahlen (2) | 2014-2015 |
| 66   | Torsten Fröhling     | 2015      |
| 67   | Benno Möhlmann       | 2015-2016 |
| 68   | Kosta Runjaic        | 2016      |
| 69   | Vítor Pereira        | 2017      |
| 70   | Daniel Bierofka      | 2017-2019 |
| 71   | Oliver Beer          | 2019-2019 |
| 72   | Michael Köllner      | 2019-2023 |
| 73   | Günther Gorenzel     | 2023-2023 |
| 74   | Maurizio Jacobacci   | 2023-2023 |
| 75   | Frank Schmöller      | 2023-2024 |
| 76   | Argirios Giannikis   | 2024-2025 |
| 77   | Patrick Glöckner     | 2025-0000 |

### Joueurs

#### Vice-champions d'Allemagne 1931
Lors de la finale du championnat national pour le titre de 1931 face au Hertha BSC, le gardien de but est Alwin Riemke, arrivé au club en 1930 en provenance du VfB Leipzig. Riemke avait déjà participé au tournoi final de la DFB l'année précédente, avec son ancien club, éliminé dès les huitièmes de finale par le Kieler SV Holstein.
En défense, Max Schäfer, au club depuis 1927, en est déjà un joueur emblématique. Il est soutenu par l'ancien pilier du TSV 1896 Rain Fritz Neumayr.
Au milieu, l'entraîneur Max Breunig aligne Fritz Eiberle, futur international allemand, Ludwig Stock.
Les autres joueurs alignés sont Josef Wendl, Alois Pledl, Ludwig Lachner, Gustav Thalmeier, Ludwig Stiglbauer, Otto Oeldenberger et Anton Huber.

#### Après-guerre (1945-1963)
À la fin des années 1950, le défenseur Günter Rahm est un joueur récurrent de l'effectif. Il n'est toutefois pas très apprécié de l'entraîneur Max Merkel qui lui donne ce « conseil sarcastique » : « Ne joue pas, quand tu as la balle, donne la à quelqu'un d'autre ».

#### Équipe des années 1960 et champions d'Allemagne 1966 (1963-1969)
Le 19 août 1963, Rudolf Zeiser est le premier buteur du club en Bundesliga face au KSV Hessen Kassel. Le 4 novembre 1964, pour sa première sélection en équipe d'Allemagne de l'Ouest, Rudi Brunnenmeier marque un but face à la sélection suédoise, au qualifications pour la Coupe du monde 1966.

#### L'équipe de la remontée (1982-1994)
Le capitaine du TSV 1860 au tournant des années 1990 Roland Kneißl est considéré comme « une légende » au TSV 1860. Surnommé « Magic » en raison de son efficacité offensive en Bayernliga, il est l'un des « héros de la remontée » qui permettent au TSV 1860 de retrouver la 2. Bundesliga en 1991. En 1994, il est encore l'un des meneurs de l'équipe qui parvient à remonter en Bundesliga.

#### Le TSV 1860 à nouveauBundesligist(1994-2004)
Au club de 1995 à 2003, le Bulgare Daniel Borimirov, réputé pour son jeu plutôt rugueux, se distingue comme « un des plus grands Lions de légende de tous les temps ». Avec 239 matchs de Bundesliga à son actif, il est le quatrième joueur le plus capé du club dans ce championnat.

#### Équipe d'Allemagne
En 1927, Eugen Kling est le premier Lion à être sélectionné en équipe d'Allemagne. Kling honore sa seule sélection le 2 octobre 1927 lors d'un match amical contre le Danemark,. L'année suivante, Josef Hornauer est sélectionné trois fois, pour deux buts marqués, dont un face à la Suisse pendant les Jeux olympiques d'Amsterdam.
Lors d'un match amical face à la Suisse, en 1933, le milieu Fritz Eiberle honore sa seule sélection en équipe d'Allemagne.

#### Joueurs formés au club
L'international U19 Daniel Baier, formé au TSV 1860, fait ses débuts professionnels en 2003, à 19 ans seulement. En mai 2007, il est transféré pour environ 450 000 euros au VfL Wolfsburg. Il devient par la suite, avec le FC Augsbourg, un joueur d'envergure européenne.
En Bundesliga 2015-2016, les effectifs des clubs comptent 19 joueurs formés au TSV 1860. Au Borussia VfL Mönchengladbach jouent notamment l'international autrichien Martin Stranzl et l'international américain Fabian Johnson, qui ont fait leurs premiers pas professionnels chez les Lions. Au VfL Wolfsbourg, on retrouve les internationaux allemands Marcel Schäfer et Christian Träsch, au TSV 1860 de 2003 à 2007.

#### Liste
- Lars Bender
- Sven Bender
- Daniel Borimirov
- Rudi Brunnenmeier
- Harald Cerny
- Klaus Fischer
- Heinz Flohe
- Thomas Häßler
- Alfred Heiss
- Jens Jeremies
- Fabian Johnson
- Eugen Kling
- Friedhelm Konietzka
- Benjamin Lauth
- Roland Linz
- Stefan Malz
- Martin Max
- Rémo Meyer
- Erik Mykland
- Viorel Năstase
- Piotr Nowak
- Abderrahim Ouakili
- Abedi Pelé
- Petar Radenkovic
- Vidar Riseth
- Dragoslav Šekularac
- Wolfgang Sidka
- Miroslav Stević
- Davor Šuker
- Taylor Twellman
- Kevin Volland
- Rudi Völler

## Image et identité

### Un club populaire au passé politique
L'implantation du club dans le quartier populaire de Giesing à Munich a permis au club d'obtenir le soutien des classes ouvrières, ceci dès ses premières années. Ainsi, le TSV 1860 est réputé comme étant le club des travailleurs et des ouvriers. L'implantation du club à Giesing est tellement forte que désormais, selon le journaliste David Schelp, ce n'est plus le quartier qui donne son identité au club, mais le club qui donne son identité au quartier et à ses habitants. À Giesing, le TSV 1860 est omniprésent à travers des graffitis, des drapeaux et des fanions, au point que certains habitants se plaignent des nuisances provoquées par la présence du club, tandis que d'autres arguent que « le blanc et le bleu sont les bijoux de Giesing » et participent grandement à son charme.

### Rivalités et amitiés

#### Avec le Bayern Munich
Le derby de Munich que le TSV 1860 dispute face au Bayern Munich est une rencontre très populaire tant à l'échelle locale que nationale. L'engouement autour de la rencontre provient tant de l'opposition identitaire et sportive des deux clubs que du fait qu'il n'y a que très peu de derbys stricto sensu dans le football allemand. Les deux clubs s'opposent jusque dans les contextes de leurs créations respectives, relevant de deux mouvances de politique sportive différentes. En effet, les premières équipes munichoises se divisent en deux catégories : d'une part, les sections football des grands Turnvereine, clubs omnisports centrés sur la gymnastique dont fait partie le TSV 1860 ; et d'autre part un grand nombre de clubs nouveaux, centrés uniquement sur le football, comme le FC Bayern. Le football, comme tous les nouveaux sports d'origine britannique est alors considéré par ses nouveaux clubs comme « une alternative aux disciplines « nationalistes », « patriotiques » et parfois antisémites » pratiquées au cours du XIXe siècle dans les Turnvereine, dont la discipline principale fut longtemps la gymnastique,.
Une opposition purement politique s'est également creusée entre les deux clubs. Le passé trouble du TSV 1860 durant le Troisième Reich fait que des groupuscules néonazis continuent de phagocyter la base de supporteurs du club, tandis que les groupes ultras du FC Bayern sont réputés plus à gauche. Les affrontements en marge des derbys restent toutefois plutôt rares. Enfin, le derby cristallise également une opposition sociale, entre le FC Bayern, club de la Schikeria, c'est-à-dire de la haute société munichoise, et surnommé à ce titre Schicki-Micki-Verein (en français : « l'association bon chic bon genre ») ; et le TSV 1860, réputé comme étant le club des travailleurs et des ouvriers.
Les premières années du derby voient une domination nette du FC Bayern. À partir de 1916, les derbys s'équilibrent à l'exception de la période 1943-1949, largement à l'avantage du Bayern. Depuis 1971, le FC Bayern a retrouvé son hégémonie, le TSV 1860 n'ayant remporté que sept derbys toutes compétitions confondues depuis cette date. Entre 1902 et 2008, sur les 204 confrontations, 102 ont été remportées par le FC Bayern contre 50 pour le TSV 1860. À la suite de la relégation du TSV 1860 en 2. Bundesliga (deuxième niveau), aucun derby n'a eu lieu en championnat depuis 2004, les supporteurs se reportant sur l'opposition des équipes réserves, en Regionalliga (troisième puis quatrième niveau depuis 2008).

#### Rivalités régionales
Le match opposant le TSV 1860 au 1. FC Nuremberg est parfois appelé Oberbayrisch-fränkische Derby (en français : « Derby de Haute-Bavière et de Franconie » ou, littéralement, « Derby haut-bavarois et franconien »).
Le club entretient également une rivalité avec le SpVgg Greuther Fürth. En 2016, le derby présente un enjeu important car les deux clubs sont engagés dans la lutte pour en maintien en 2. Bundesliga. La même année, le transfert du Slovène Goran Sukalo du Greuther vers le TSV 1860 est « un choc » pour le club de Fürth.
Dans les années 2000, en 2. Bundesliga, les derbys face au FC Augsbourg constituent également des temps forts du championnat.

### Couleurs et maillot
Les couleurs du TSV 1860 sont le bleu et le blanc. Le club n'a pourtant pas défini de nuance officielle de bleu, et les tifos des supporteurs s'étalent sur un large panel de bleus, allant du bleu ciel au bleu marine en passant par le bleu roi ou le bleu prussien. Un ancien sponsor a même laissé au club la couleur turquoise. Selon des supporteurs interrogés par le Münchner Wochenanzeiger (de), le bleu du club doit être « assez léger mais pas enfantin » ou « puissant mais pas trop foncé ».
Les couleurs du club sont si importantes pour ce dernier que les dirigeants du club signent leurs éditos dans le périodique du club Das Vereinsmagazin par « Mit weiß-blauen Grüßen » (en français : salutations blanches et bleues), expression dérivée de « Mit freundlichen Grüßen » ou « Mit herzlichen Grüßen » (en français : « salutations cordiales », ou « cordialement »).

### Blason du club
En 1911, le lion est choisi comme emblème officiel du club omnisports,.

### Dénomination du club
|                                       |                                       |                                       |                                       | Münchner Turnverein 1848-1860-1862                 |                                       |  |  |                                        |                                        |                                        |                                        |                                        |                                        |  |  |  |  |  |  |  |  |  |  |  |  |  |  |  |  |
|                                       |                                       |                                       |                                       |                                                    |                                       |  |  |                                        |                                        |                                        |                                        |                                        |                                        |  |  |  |  |  |  |  |  |  |  |  |  |  |  |  |  |
|                                       |                                       |                                       |                                       | Münchener Turnverein 1862-1866                     |                                       |  |  |                                        |                                        |                                        |                                        |                                        |                                        |  |  |  |  |  |  |  |  |  |  |  |  |  |  |  |  |
|                                       |                                       |                                       |                                       |                                                    |                                       |  |  |                                        |                                        |                                        |                                        |                                        |                                        |  |  |  |  |  |  |  |  |  |  |  |  |  |  |  |  |
|                                       |                                       |                                       |                                       | Turnverein München 1866-1900                       |                                       |  |  |                                        |                                        |                                        |                                        |                                        |                                        |  |  |  |  |  |  |  |  |  |  |  |  |  |  |  |  |
|                                       |                                       |                                       |                                       |                                                    |                                       |  |  |                                        |                                        |                                        |                                        |                                        |                                        |  |  |  |  |  |  |  |  |  |  |  |  |  |  |  |  |
|                                       |                                       |                                       |                                       | Turnverein München von 1860 1900-1919              |                                       |  |  |                                        |                                        |                                        |                                        |                                        |                                        |  |  |  |  |  |  |  |  |  |  |  |  |  |  |  |  |
|                                       |                                       |                                       |                                       |                                                    |                                       |  |  |                                        |                                        |                                        |                                        |                                        |                                        |  |  |  |  |  |  |  |  |  |  |  |  |  |  |  |  |
|                                       |                                       |                                       |                                       | Turn- und Sportverein München von 1860 1919-1924   |                                       |  |  |                                        |                                        |                                        |                                        |                                        |                                        |  |  |  |  |  |  |  |  |  |  |  |  |  |  |  |  |
|                                       |                                       |                                       |                                       |                                                    |                                       |  |  |                                        |                                        |                                        |                                        |                                        |                                        |  |  |  |  |  |  |  |  |  |  |  |  |  |  |  |  |
|                                       |                                       |                                       |                                       |                                                    |                                       |  |  |                                        |                                        |                                        |                                        |                                        |                                        |  |  |  |  |  |  |  |  |  |  |  |  |  |  |  |  |
| Turnverein München von 1860 1924-1934 | Turnverein München von 1860 1924-1934 | Turnverein München von 1860 1924-1934 | Turnverein München von 1860 1924-1934 | Turnverein München von 1860 1924-1934              | Turnverein München von 1860 1924-1934 |  |  | Sportverein München von 1860 1924-1934 | Sportverein München von 1860 1924-1934 | Sportverein München von 1860 1924-1934 | Sportverein München von 1860 1924-1934 | Sportverein München von 1860 1924-1934 | Sportverein München von 1860 1924-1934 |  |  |  |  |  |  |  |  |  |  |  |  |  |  |  |  |
| Turnverein München von 1860 1924-1934 | Turnverein München von 1860 1924-1934 | Turnverein München von 1860 1924-1934 | Turnverein München von 1860 1924-1934 | Turnverein München von 1860 1924-1934              | Turnverein München von 1860 1924-1934 |  |  | Sportverein München von 1860 1924-1934 | Sportverein München von 1860 1924-1934 | Sportverein München von 1860 1924-1934 | Sportverein München von 1860 1924-1934 | Sportverein München von 1860 1924-1934 | Sportverein München von 1860 1924-1934 |  |  |  |  |  |  |  |  |  |  |  |  |  |  |  |  |
|                                       |                                       |                                       |                                       |                                                    |                                       |  |  |                                        |                                        |                                        |                                        |                                        |                                        |  |  |  |  |  |  |  |  |  |  |  |  |  |  |  |  |
|                                       |                                       |                                       |                                       | Turn- und Sportverein München von 1860 depuis 1934 |                                       |  |  |                                        |                                        |                                        |                                        |                                        |                                        |  |  |  |  |  |  |  |  |  |  |  |  |  |  |  |  |

### Affluences et supporteurs
À la fin des années 1950, le club est si populaire que les supporteurs sont obligés de se tenir debout sur des caisses pour assister aux rencontres, notamment les affiches les plus populaires, comme le match face au 1. FC Nuremberg du 31 janvier 1960.
Le 15 août 1973, le TSV 1860 bat le record d'affluences du Stade olympique de Munich à l'occasion d'un match l'opposant au FC Augsbourg qui, selon certaines estimations, aurait attiré jusqu'à 100 000 spectateurs. Ce pic fait également du club le détenteur du record mondial des affluences dans un championnat de deuxième niveau,. En fait, seuls 79 à 80 000 tickets ont été vendus, mais des mouvements de foule aux entrées du stade ont permis à de nombreux supporteurs sans billets de rentrer quand même dans l'enceinte.